# Kybele-Kultstätte (Neuss)

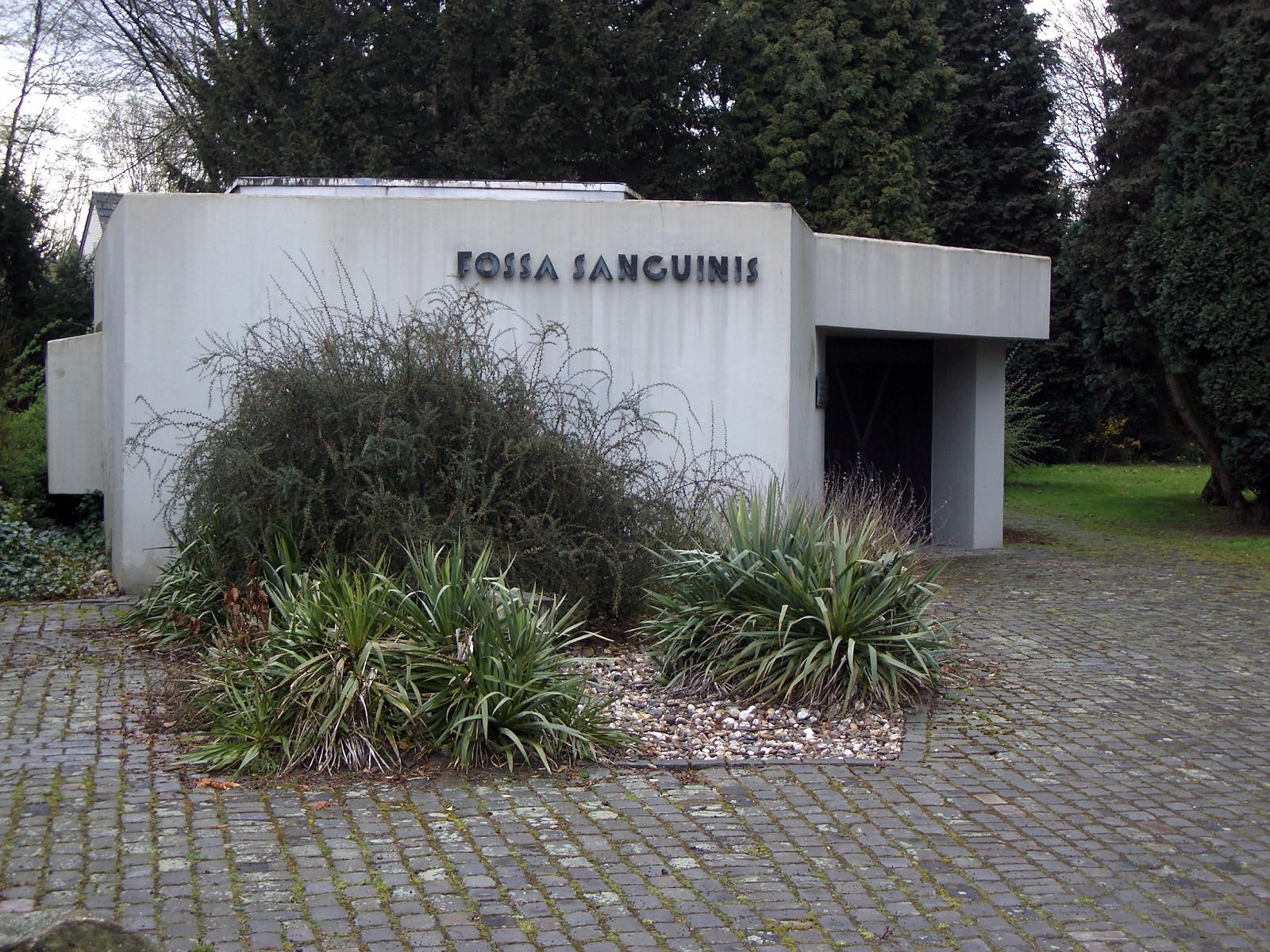
Pavillon „Fossa Sanguinis“

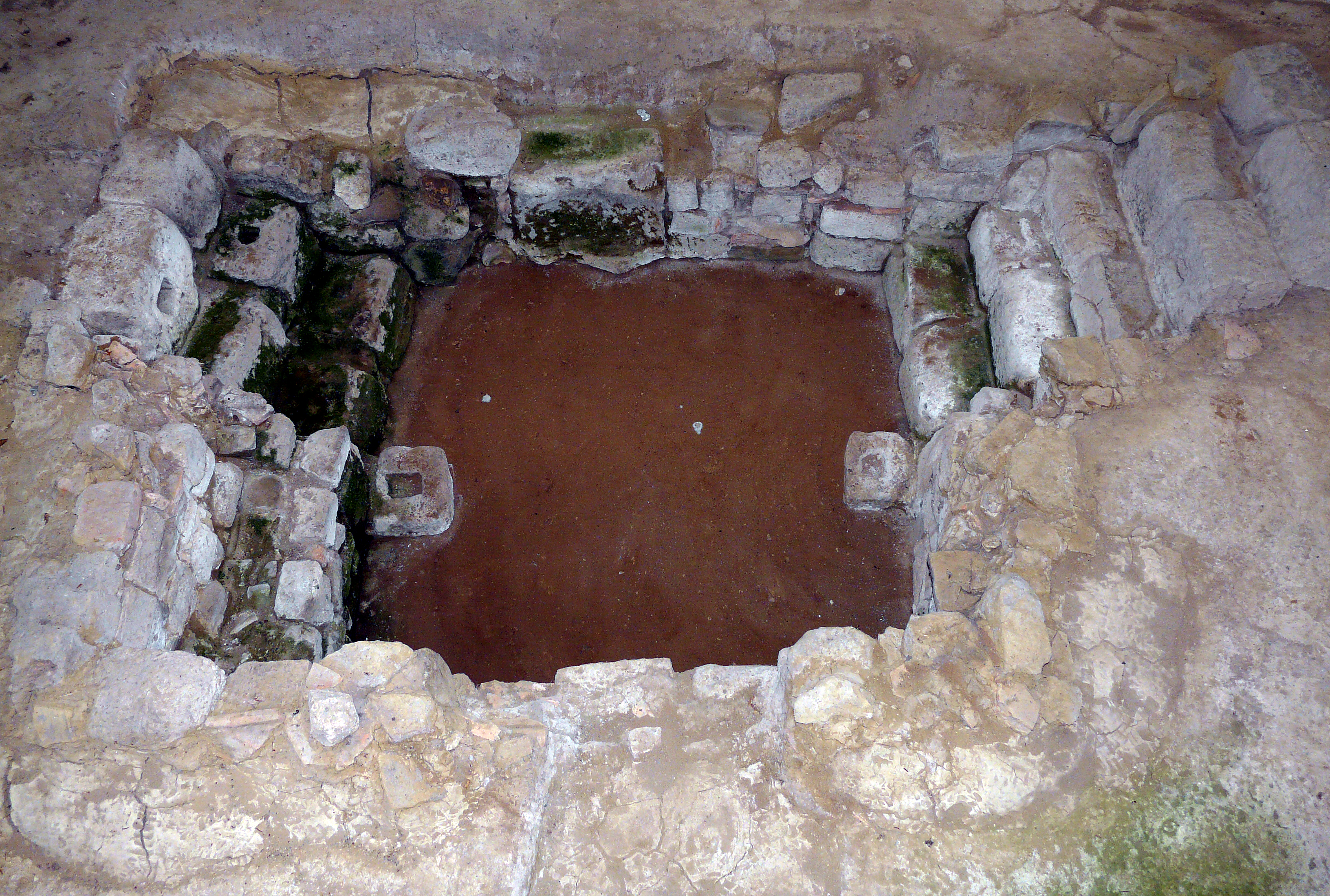
Konservierter Befund

Die so genannte Kybele-Kultstätte im Neusser Stadtteil Gnadental ist ein mit Trockenmauerwerk aufgemauerter, spätantiker Keller, der 1956 bei Ausgrabungen entdeckt wurde.
Als seinerzeit im Bereich der römischen Militärlager und canabae legionis der kleine Keller mit zwei gegenüberliegenden Treppen freigelegt wurde, glaubte man, einen Taufkeller für das Taurobolium, die Stierbluttaufe des Kybele-Kultes, gefunden zu haben. Die Interpretation stützte sich u. a. auf die Beschreibung des Rituals durch den spätrömischen Dichter Prudentius. Dieser nennt aber als Ort des Tauroboliums eine „in die Erde gegrabene Grube“. Zwei kleine tönerne Votivfiguren sowie die Figurine einer bekrönten, sitzenden Göttin, die in der Umgebung des Kellers gefunden wurden, sind nicht als Darstellung der Kybele, sondern als lokale Muttergottheiten, vielleicht Sunuxal, zu deuten.
Der Bau des nur 1,80 m × 1,80 m großen Kellers lässt sich aufgrund des lehmgebundenen Spolienmauerwerks und eines in der Mauer verbauten Jupiter-Weihesteins nur allgemein in die Spätantike datieren. Anhaltspunkte zur Auflassung des Kellers liefern die 42 in der Kellerverfüllung gefundenen Münzen. Die jüngste von ihnen ist ein 341/346 geprägter Follis des Kaisers Constans. Allerdings scheint es sich bei den Münzen ebenso wie bei den in der Kellerverfüllung entdeckten Weihesteinen um Opfergaben für eine in der Nähe aufgestellten Jupiterfigur zu handeln, deren Fragmente ebenfalls in der Kellerverfüllung lagen.
Welcher (vermutlich sakralen) Funktion der Keller wirklich diente, bleibt derzeit noch im Dunkeln. Besucher können den Keller, der heute in dem Pavillon „Fossa Sanguinis“ (Neuss-Gnadental) konserviert ist, jederzeit besichtigen.
Die Kybele-Kultstätte ist auch Teil des „Historischen Rundgangs“ auf dem Gelände von Novaesium, dem ehemaligen römischen Militärlager im heutigen Neuss-Gnadental.

Funde aus der „Fossa Sanguinis“
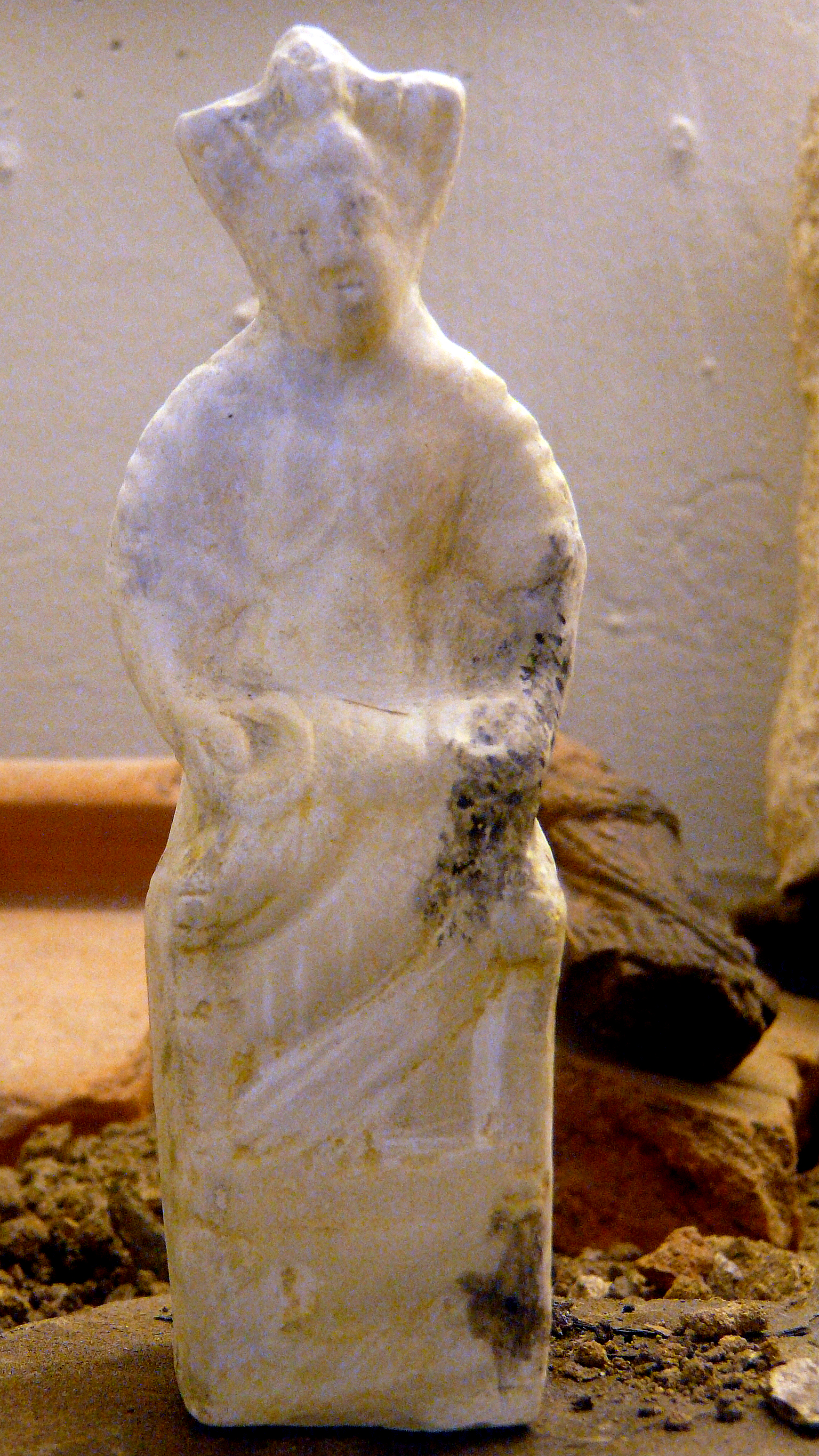
Sitzende Muttergöttin mit Patera (2. Jahrhundert)
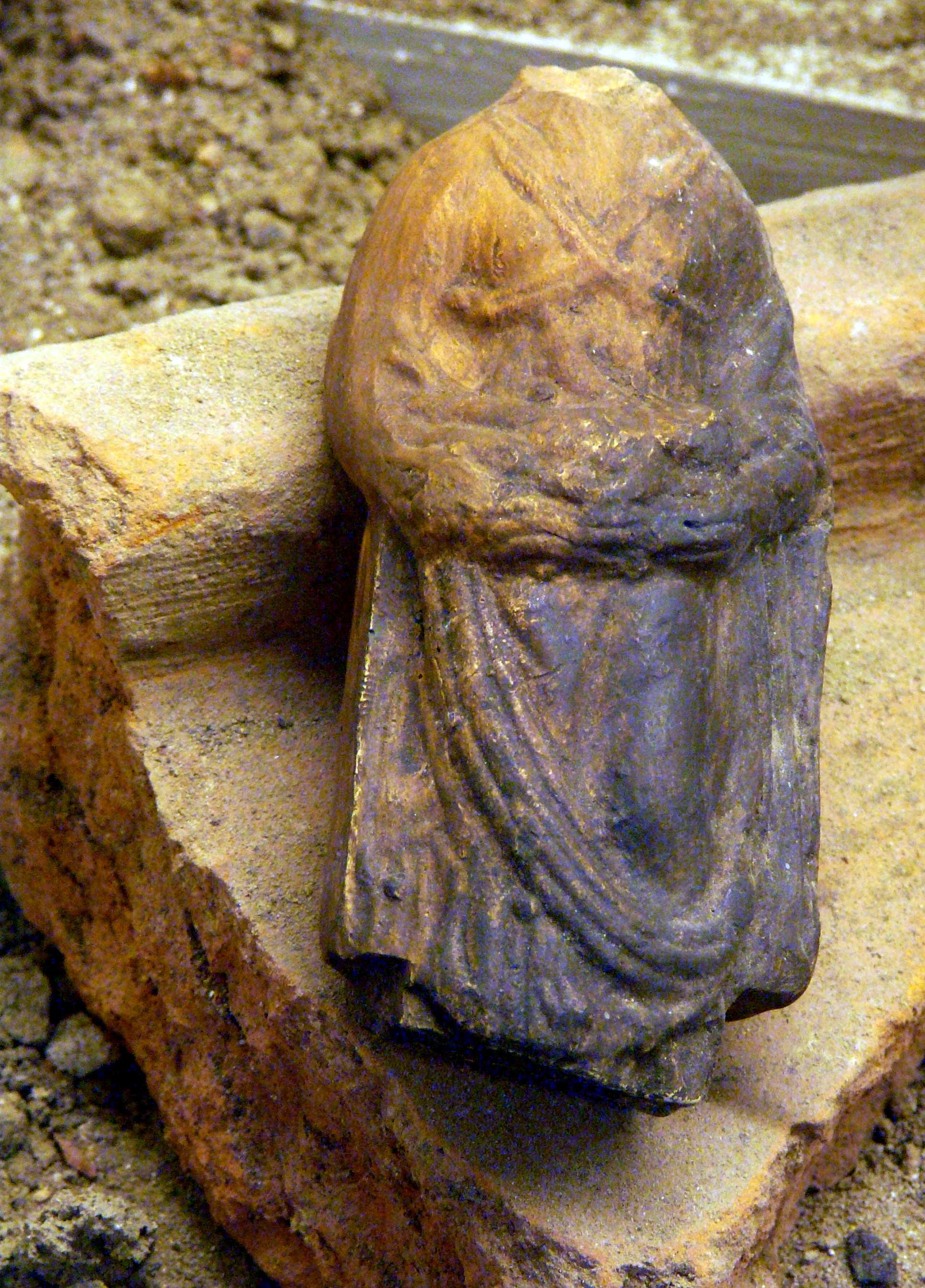
Muttergöttin mit Kind (2. Jahrhundert)
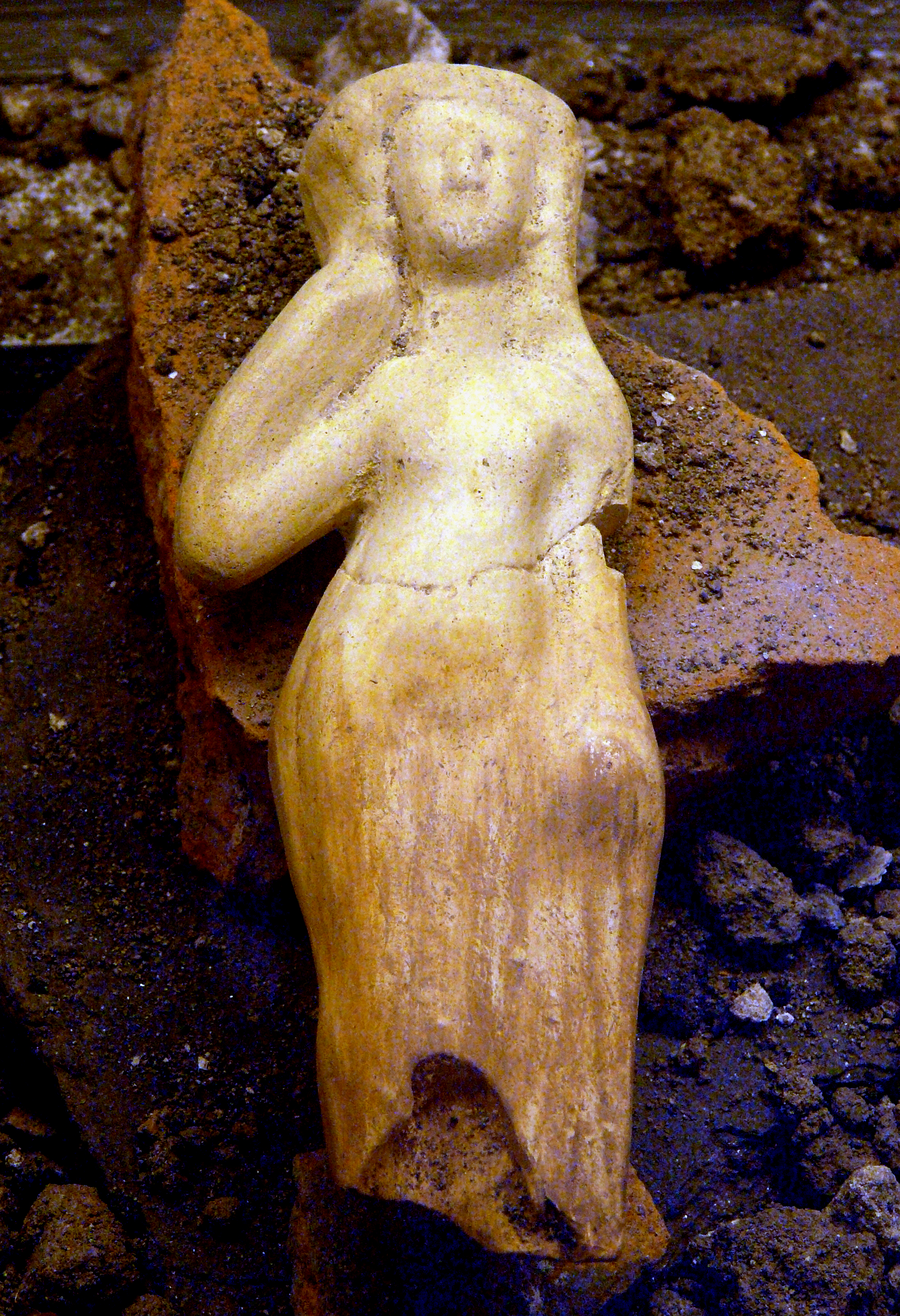
Muttergöttin in Gestalt einer badenden Venus (1. bis Mitte 2. Jh.)
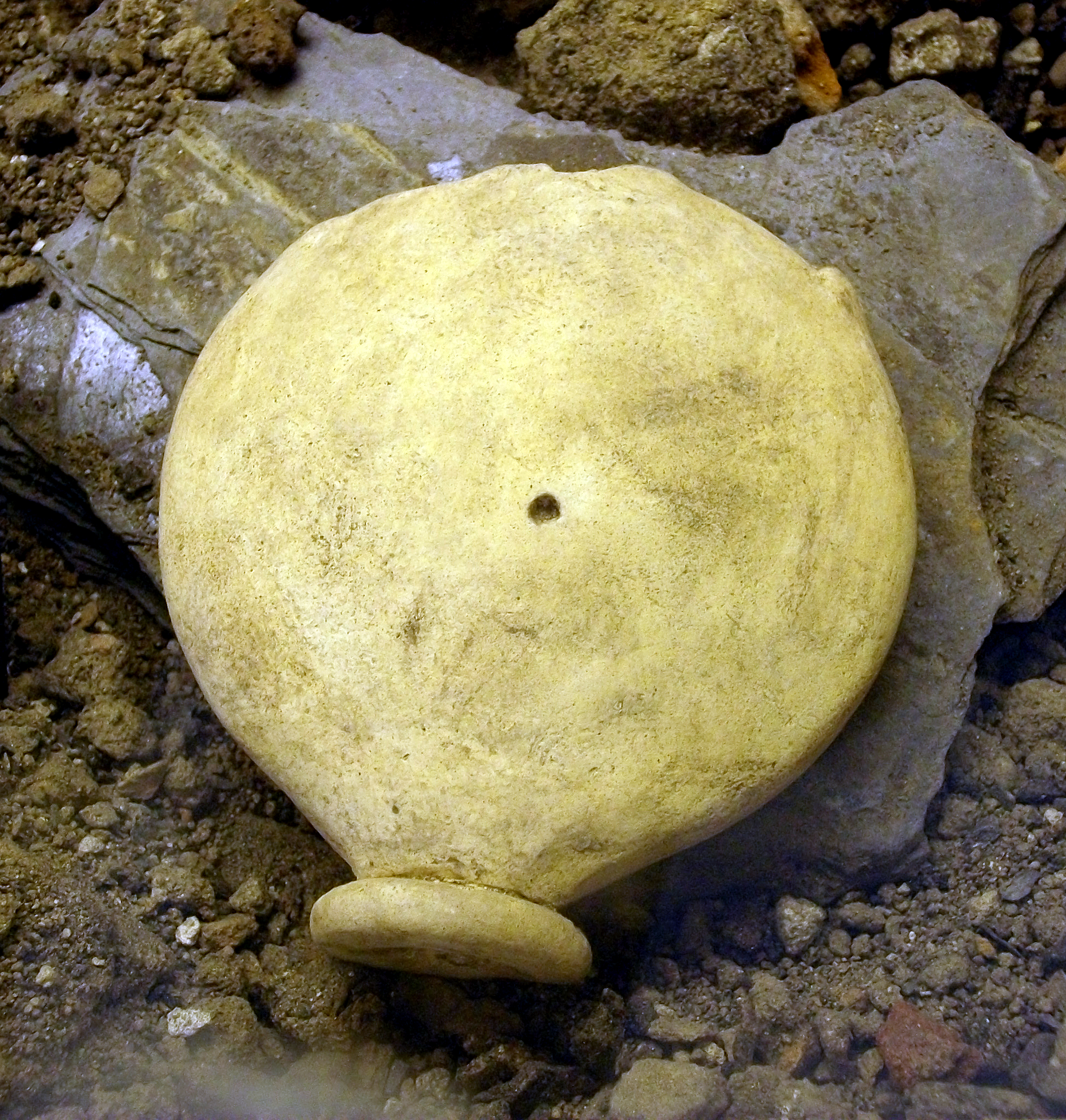
Tönerne Feldflasche, 2.–4. Jahrhundert